# Multitàctil

Una pantalla multitàctil

El multitàctil és una tècnica d'interfície home-màquina i el material informàtic que la posa en marxa.
El multitàctil es compon d'una pantalla tàctil o d'un teclat digital tàctil que reconeix punts de contacte simultanis i múltiples així com d'un programari que interpreta aquests contactes simultanis. Inclou en general la posició i el grau de pressió de cada punt de contacte de manera independent, cosa que permet efectuar gestos i interaccionar amb diversos dits o amb les mans, i de crear una interacció rica per gests intuïtius. En funció de la seva mida, alguns equips multitàctils suporten de manera simultània més d'un usuari sobre el mateix dispositiu. Un aspecte destacat d'aquesta tècnica és que facilita el zoom sobre una interfície d'usuari, amb dos dits per exemple, permetent millor les operacions més directes que un dispositiu amb un punt únic com un ratolí o un estilet.
El multitàctil existeix des de fa més de vint-i-cinc anys. Van començar a la Universitat de Toronto (tauletes multitàctil) i als laboratoris Bell (pantalles multitàctil).

## Història
El desenvolupament d'aquesta tècnica comença l'any 1982, amb un treball realitzat per la Universitat de Toronto (taules digitalitzadores multitàctils) i els laboratoris Bell (pantalles multitàctils). El primer dispositiu comercial que feia servir aquesta tecnologia va ser el Lemur Input Device, un controlador multimèdia professional de la companyia francesa  JazzMutant  que va aparèixer al mercat el 2005. Al juliol de 2007, Apple va registrar la paraula  multitàctil  juntament amb el seu iPhone. En l'actualitat multitud de reproductors MP3, així com infinitat de terminals mòbils i tablets inclouen suport multitàctil entre les seves característiques.

## Funcionament
Les pantalles multitàctils poden ser d'origen capacitiu (com amb les que s'equipen molts telèfons mòbils moderns i que s'accionen només amb els dits). També poden estar formades per una matriu de sensors òptics. La característica més important és que permeten obtenir la posició de diversos punts de contacte sobre ella de manera simultània. Sovint també permet calcular la pressió o l'angle de cada un dels punts de contacte de forma independent, el que permet fer gestos i interaccionar amb diversos dits o mans de manera simultània (de manera similar a un acord de ratolí) i proveir així d'una interacció més rica a través d'uns gests molt més intuïtius.
Depenent de la mida del dispositiu, alguns dels quals són prou grans perquè diversos usuaris puguin utilitzar-los de manera simultània. Un altre aspecte important d'aquesta tècnica és que permet realitzar zooms en l'aplicació que s'estigui manejant amb sols recórrer dos dits d'una manera més directa que amb altres dispositius com el ratolí o l'estil.
Les investigacions actuals van dirigides a intentar calcular altres paràmetres com ara saber quin dit concret és el que està tocant en cadascuna de les posicions (per exemple el polze, l'índex, etc.). La captura per sensors òptics més de reconèixer el tacte amb els dits reconeix altres objectes amb els quals l'usuari vulgui interaccionar com llapis, vares i inclusivament pilotes d'hule escuma per exemple. Utilitzant el programari adequat diversos usuaris poden treballar o jugar ventant objectes a la pantalla en un joc de tir al blanc per exemple

## Exemples d'utilització
- Fredel Multitouch Arxivat 2009-05-31 a Wayback Machine.
- Multitouch Water Screen Arxivat 2009-07-21 a Wayback Machine.
- Logi'Touch Arxivat 2013-12-31 a Wayback Machine.
- Perceptive Pixel
- David Wessel Multitouch Arxivat 2008-08-28 a Wayback Machine.
- Surface, de Microsoft
- IntuiFace, par IntuiLab
- iPhone / iPod touch o el trackpad de MacBook, d'Apple
- Touchstream LP, de Fingerworks